# Hans Tausens Sogn

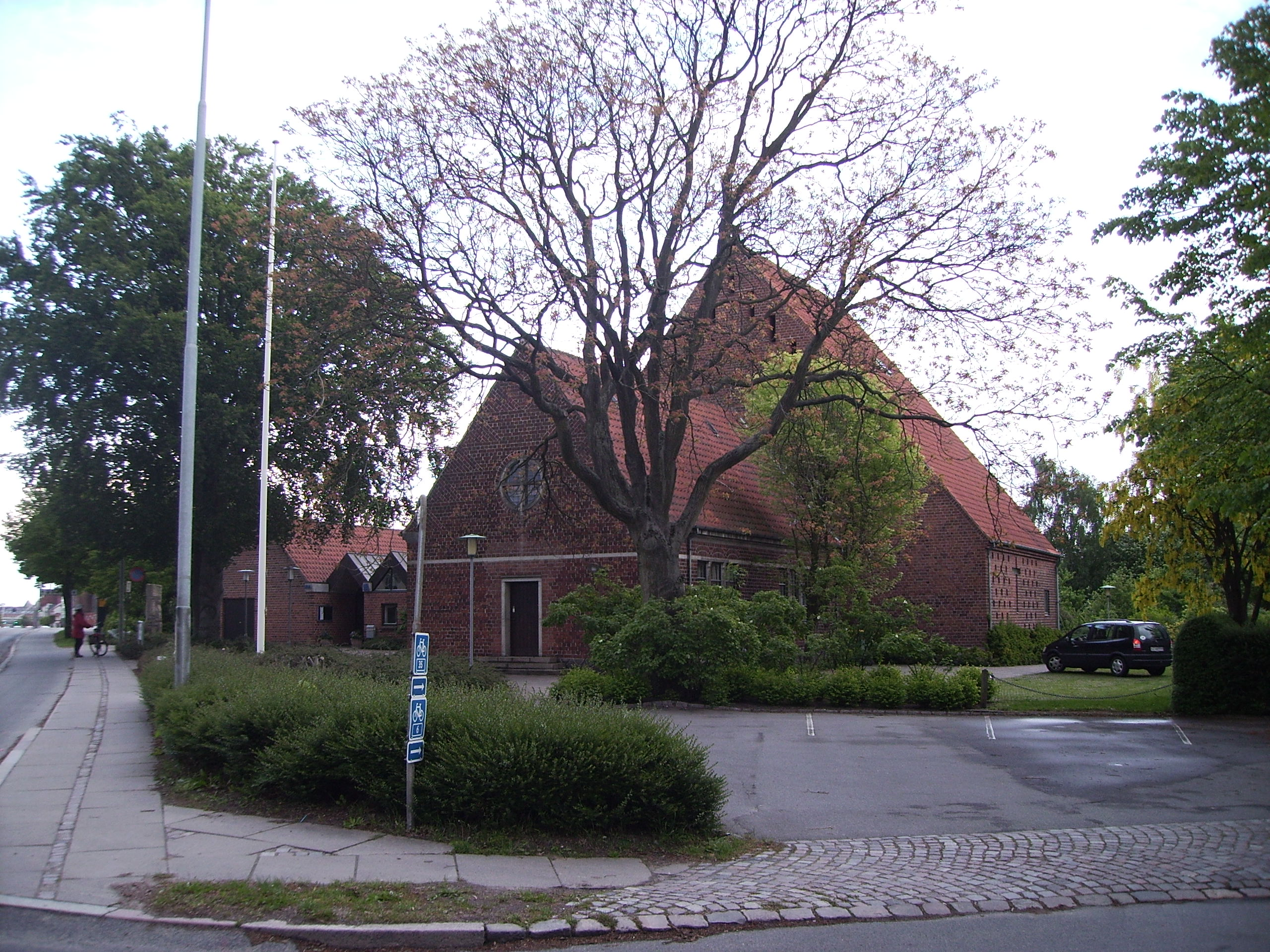
Hans Tausens Kirke

Hans Tausens Sogn (benannt nach dem dänischen Theologen und Reformator) ist eine Kirchspielsgemeinde (dän.: Sogn) in Odense auf der Insel Fyn (dt.: Fünen) im südlichen Dänemark. Bis 1970 gehörte sie zur Harde Odense Herred im damaligen Odense Amt, danach zur Odense Kommune im Fyns Amt, die im Zuge der  Kommunalreform zum 1. Januar 2007 Teil der Region Syddanmark geworden ist.
Von den 182.387 Einwohnern von Odense leben 4720 im Kirchspiel Hans Tausens (Stand: 1. Januar 2023). Im Kirchspiel liegt die Kirche „Hans Tausens Kirke“.
Nachbargemeinden sind im Norden Lumby Sogn und/oder Stige Sogn, im Nordosten (jenseits des Odense-Kanals) Fredens Sogn, im Osten Sankt Hans Sogn, im Südosten Sankt Knuds Sogn, im Süden Ansgars Sogn, im Südwesten Bolbro Sogn, im Westen Paarup Sogn und im Nordwesten Næsby Sogn.